# John Gilbert (aktor)
John Gilbert (właśc. John Cecil Pringle; ur. 10 lipca 1897 w Logan, zm. 9 stycznia 1936 w Los Angeles) – amerykański aktor, reżyser i scenarzysta; gwiazda kina niemego, którego popularność załamała się wraz z nastaniem ery filmów dźwiękowych.

## Życiorys
Urodził się w Logan w stanie Utah, w rodzinie aktorów z firmy akcyjnej, Johna George’a Pringle’a (1865–1929) i Idy Adair Apperly Gilbert (1877–1913); jego ojciec prowadził teatr objazdowy, a matka była w nim aktorką. Jego rodzice rozstali się niedługo po narodzinach syna, a Gilbert nigdy nie poznał swojego ojca. Matka często pozostawiała syna pod opieką członków dalszej rodziny, sama nie dbała o jego potrzeby (m.in. często chodził głodny) i edukację, którą to zakończył w wieku 14 lat. W dzieciństwie często się przeprowadzał, przez co uczęszczał do różnych szkół. Kiedy w końcu osiedlił się z rodziną w Kalifornii, uczęszczał do Akademii Wojskowej Hitchcocka w San Rafael.
Po ukończeniu szkoły pracował jako sprzedawca wyrobów gumowych w San Francisco, a następnie w 1914 występował w Baker Stock Company w Portland w stanie Oregon. Później znalazł pracę jako kierownik sceny w innej spółce giełdowej w Spokane w stanie Waszyngton, ale wkrótce stracił tę pracę, gdy firma zbankrutowała. W 1915 zadebiutował na kinowym ekranie jako gracz w dramacie Małżeństwo (Matrimony). W kolejnych latach występował w filmach najpierw jako statysta, a następnie jako epizodysta. Przełom w jego karierze nastąpił w 1919, kiedy wystąpił w roli Graya Pendletona w melodramacie Heart o’ the Hills u boku Mary Pickford. Wkrótce stał się gwiazdą, w latach 20. przeniósł się do 20th Century Fox i ugruntował swoją reputację czołowego bohatera przygód i westernu dzięki tytułowej roli idealisty Edmonda Dantèsa, marynarza nieświadomie zawikłanego w spisek polityczny, który został przez jego wrogów wykorzystany dla osiągnięcia prywatnych korzyści w ekranizacji powieści Aleksandra Dumasa Monte Christo (1922).
W 1924 poznał Irvinga Thalberga i podpisał pięcioletni kontrakt z wytwórnią Metro-Goldwyn-Mayer. W połowie dekady był idolem kinowym z kilkoma rówieśnikami, odnosząc szereg sukcesów w filmach, m.in. w dreszczowcu psychologicznym Victora Sjöströma Ten, którego biją po twarzy (He Who Gets Slapped, 1924), melodramacie Ericha von Stroheima Wesoła wdówka (1925) i dramacie wojennym Wielka parada (1925). 
W 1926 po raz pierwszy spotkał się na planie filmowym z Gretą Garbo podczas kręcenia sceny na stacji kolejowej w melodramacie Clarence’a Browna Symfonia zmysłów (1926). Wkrótce pojawiły się pogłoski, że dwie gwiazdy mają romans, a kolejne filmy z ich udziałem, Anna Karenina (1927) i Władczyni miłości (1928), stały się tylko tego potwierdzeniem. Jednak po pogorszeniu się relacji Gilberta z Garbo powstał konflikt z potentatem studyjnym Louisem B. Mayerem, który doprowadził do zakończenia kariery Gilberta. Choć późniejszy upadek aktora publicznie przypisywano niezręczności jego rzekomo piskliwego głosu w filmach dźwiękowych, wtajemniczona elita z Hollywood powtarzała, że Gilbert był najsłynniejszą ofiarą znacznego bogactwa i wpływów Mayera, a jego upadek jako gwiazdy miał znacznie więcej wspólnego z polityką studia i pieniędzmi niż z dźwiękiem jego głosu na ekranie. 
9 stycznia 1936 zmarł w Bel Air w dzielnicy Los Angeles w wieku 38 lat na zawał serca.
8 lutego 1960 pośmiertnie otrzymał swoją gwiazdę na Hollywoodzkiej Alei Sław.

## Filmografia
| Rok  | Tytuł                                              | Rola                                 | Uwagi                                              |
| ---- | -------------------------------------------------- | ------------------------------------ | -------------------------------------------------- |
| 1915 | Tchórz The Coward                                  | młody mieszkaniec Wirginii           | niewymieniony w czołówce                           |
| 1915 | Matrimony                                          | statysta                             | krótkometrażowy, niewymieniony w czołówce          |
| 1915 | Aloha Oe                                           | statysta                             | niewymieniony w czołówce                           |
| 1916 | The Corner                                         | statysta                             | niewymieniony w czołówce                           |
| 1916 | Bullets and Brown Eyes                             |                                      |                                                    |
| 1916 | The Last Act                                       | statysta                             | niewymieniony w czołówce                           |
| 1916 | Bramy piekła Hell's Hinges                         | chuligan                             | niewymieniony w czołówce                           |
| 1916 | Dla ocalenia rasy The Aryan                        | statysta                             | niewymieniony w czołówce                           |
| 1916 | Cywilizacja Civilization                           | statysta                             | niewymieniony w czołówce                           |
| 1916 | The Apostle of Vengeance                           | Willie Hudson                        |                                                    |
| 1916 | The Phantom                                        | Bertie Bereton                       |                                                    |
| 1916 | Eye of the Night                                   |                                      | niewymieniony w czołówce                           |
| 1916 | Shell 43                                           | angielski szpieg                     |                                                    |
| 1916 | The Sin Ye Do                                      | Jimmy                                |                                                    |
| 1917 | The Weaker Sex                                     |                                      |                                                    |
| 1917 | The Bride of Hate                                  | syn dr. Dupreza                      |                                                    |
| 1917 | Princess of the Dark                               | „Crip” Halloran                      |                                                    |
| 1917 | Mroczna droga The Dark Road                        | Cedric Constable                     |                                                    |
| 1917 | Szczęście Happiness                                | Richard Forrester                    | jako „Jack Gilbert”                                |
| 1917 | The Millionaire Vagrant                            | James Cricket                        |                                                    |
| 1917 | The Hater of Men                                   | Billy Williams                       |                                                    |
| 1917 | Instynkt macierzyński The Mother Instinct          | Jean Coutierre                       |                                                    |
| 1917 | Golden Rule Kate                                   | The Heller                           |                                                    |
| 1917 | The Devil Dodger                                   | Roger Ingraham                       |                                                    |
| 1917 | Up or Down?                                        | Allan Corey                          |                                                    |
| 1918 | Nancy Comes Home                                   | Phil Ballou                          | jako „Jack Gilbert”                                |
| 1918 | Shackled                                           | James Ashley                         | jako „Jack Gilbert”                                |
| 1918 | More Trouble                                       | Harvey Deering                       | jako „Jack Gilbert”                                |
| 1918 | One Dollar Bid                                     |                                      | jako „Jack Gilbert”                                |
| 1918 | Obroża Wedlock                                     | Granger Hollister                    | jako „Jack Gilbert”                                |
| 1918 | Doing Their Bit                                    |                                      | jako „Jack Gilbert”                                |
| 1918 | The Mask                                           | Billy Taylor                         | jako „Jack Gilbert”                                |
| 1918 | Three X Gordon                                     | Archie                               | jako „Jack Gilbert”                                |
| 1918 | The Dawn of Understanding                          | Ira Beasly                           | jako „Jack Gilbert”                                |
| 1919 | The White Heather                                  | Dick Beach                           | jako „Jack Gilbert”                                |
| 1919 | The Busher                                         | Jim Blair                            | jako „Jack Gilbert”                                |
| 1919 | The Man Beneath                                    | James Bassett                        | jako „Jack Gilbert”                                |
| 1919 | A Little Brother of the Rich                       | Carl Wilmerding                      |                                                    |
| 1919 | The Red Viper                                      | Dick Grant                           | jako „Jack Gilbert”                                |
| 1919 | Dla honoru kobiety For a Woman's Honor             | Dick Rutherford                      |                                                    |
| 1919 | Widow by Proxy                                     | Jack Pennington                      | jako „Jack Gilbert”                                |
| 1919 | Heart o' the Hills                                 | Gray Pendleton                       | jako „Jack Gilbert”                                |
| 1919 | Czy kobieta powinna mówić? Should a Woman Tell?    | złoczyńca                            | jako „Jack Gilbert”                                |
| 1920 | The White Circle                                   | Frank Cassilis                       | jako „Jack Gilbert”, również jako scenarzysta      |
| 1920 | The Great Redeemer                                 |                                      | niewymieniony w czołówce, również jako scenarzysta |
| 1920 | Deep Waters                                        | Bill Lacey                           | jako „Jack Gilbert”, również jako scenarzysta      |
| 1921 | The Bait                                           | –                                    | zaginiony, jako scenarzysta                        |
| 1921 | The Servant in the House                           | Percival                             | jako „Jack Gilbert”                                |
| 1921 | Love's Penalty                                     | –                                    | jako reżyser, scenarzysta i montażysta             |
| 1921 | Wstyd Shame                                        | William Fielding/David Field         |                                                    |
| 1921 | Damy muszą żyć Ladies Must Live                    | Ogrodnik                             | jako „Jack Gilbert”                                |
| 1922 | Gleam O'Dawn                                       | Gleam O'Dawn                         |                                                    |
| 1922 | Arabian Love                                       | Norman Stone                         |                                                    |
| 1922 | The Yellow Stain                                   | Donald Keith                         |                                                    |
| 1922 | Honor First                                        | Jacques Dubois/Honoré Duboois        |                                                    |
| 1922 | Hrabia Monte Cristo Monte Cristo                   | Edmond Dantes/Hrabia of Monte Cristo |                                                    |
| 1922 | Calvert's Valley                                   | Page Emlyn                           | jako „Jack Gilbert”                                |
| 1922 | The Love Gambler                                   | Dick Manners                         |                                                    |
| 1922 | A California Romance                               | Don Patricio Fernando                |                                                    |
| 1923 | While Paris Sleeps                                 | Dennis O'Keefe                       |                                                    |
| 1923 | Truxton King                                       | Truxton King                         |                                                    |
| 1923 | Madness of Youth                                   | Jaca Javalie                         |                                                    |
| 1923 | St. Elmo                                           | St. Elmo Thornton                    | zaginiony                                          |
| 1923 | The Exiles                                         | Henry Holcombe                       |                                                    |
| 1923 | Cameo Kirby                                        | Cameo Kirby                          |                                                    |
| 1924 | Just Off Broadway                                  | Stephen Moore                        |                                                    |
| 1924 | The Wolf Man                                       | Gerald Stanley                       | zaginiony                                          |
| 1924 | A Man's Mate                                       | Paul                                 |                                                    |
| 1924 | The Lone Chance                                    | Jack Saunders                        | zaginiony                                          |
| 1924 | Romance Ranch                                      | Carlos Brent                         |                                                    |
| 1924 | Miraże szczęścia His Hour                          | Gritzko                              |                                                    |
| 1924 | Married Flirts                                     | gość na przyjęciu                    | cameo, zaginiony                                   |
| 1924 | Ten, którego biją po twarzy He Who Gets Slapped    | Bezano                               |                                                    |
| 1924 | Snob The Snob                                      | Eugene Curry                         | zaginiony                                          |
| 1924 | Żona Centaura The Wife of the Centaur              | Jeffrey Dwyer                        | zaginiony                                          |
| 1925 | Wesoła wdowa The Merry Widow                       | Prince Danilo Petrovich              |                                                    |
| 1925 | Wielka parada The Big Parade                       | James Apperson                       |                                                    |
| 1925 | Ben-Hur Ben-Hur: A Tale of the Christ              | widz w scenie wyścigu rydwanów       | niewymieniony w czołówce                           |
| 1926 | Cyganeria La Bohème                                | Rodolphe                             |                                                    |
| 1926 | Bardelys the Magnificent                           | Bardelys                             |                                                    |
| 1926 | Symfonia zmysłów Flesh and the Devil               | Leo von Harden                       |                                                    |
| 1927 | The Show                                           | Cock Robin                           |                                                    |
| 1927 | Twelve Miles Out                                   | Jerry Fay                            |                                                    |
| 1927 | Man, Woman and Sin                                 | Albert Whitcomb                      |                                                    |
| 1927 | Anna Karenina Love                                 | hrabia Aleksiej Wroński              | również jako reżyser (niewymieniony w czołówce)    |
| 1928 | Kozacy The Cossacks                                | Lukashka                             |                                                    |
| 1928 | Four Walls                                         | Benny Horowitz                       | zaginiony                                          |
| 1928 | Show People                                        | on sam                               | cameo, niewymieniony w czołówce                    |
| 1928 | Maski Diabła The Masks of the Devil                | Baron Reiner                         |                                                    |
| 1928 | Władczyni miłości A Woman of Affairs               | Neville „Nevs” Holderness            |                                                    |
| 1929 | Pustynne noce Desert Nights                        | Hugh Rand                            | ostatni niemy film z jego udziałem                 |
| 1929 | Hollywood Revue The Hollywood Revue of 1929        | on sam                               | debiut w filmie dźwiękowym                         |
| 1929 | Jego noc chwały His Glorious Night                 | Kapitan Kovacs                       |                                                    |
| 1930 | Odkupienie Redemption                              | Fedya                                |                                                    |
| 1930 | Way for a Sailor                                   | Jack                                 |                                                    |
| 1931 | Los dżentelmena Gentleman's Fate                   | Giacomo Tomasulo/Jack Thomas         |                                                    |
| 1931 | The Phantom of Paris                               | Chéri-Bibi                           |                                                    |
| 1931 | Na zachód od Broadwayu West of Broadway            | Jerry Seevers                        |                                                    |
| 1932 | Downstairs                                         | Karl Schneider                       | również współtworzył scenariusz                    |
| 1933 | Fast Workers                                       | Kanonier Smith                       |                                                    |
| 1933 | Królowa Krystyna Queen Christina                   | Antonio                              |                                                    |
| 1934 | Kapitan nienawidzi morza The Captain Hates the Sea | Steve Bramley                        |                                                    |